# Vroenhoven
Vroenhoven is een dorp en deelgemeente van de gemeente Riemst in het zuidoosten van de Belgische provincie Limburg, het was een zelfstandige gemeente tot aan de gemeentelijke herindeling van 1977. Het dorp, vroeger Montenaken geheten, is gelegen aan de Belgisch-Nederlandse rijksgrens vlak bij Maastricht en telt 1518 inwoners, waarvan een aanzienlijk deel de Nederlandse nationaliteit heeft.

## Geschiedenis
In Vroenhoven zijn op twee plaatsen voorwerpen van bandkeramiekers (ca. 5000 tot 3000 voor Christus) gevonden, namelijk in Heukelom en in de buurt van de watertoren. Uit de Romeinse tijd dateren onder andere een (inmiddels genivelleerde) tumulus, restanten van een villa en een muntvondst. De Romeinse hoofdweg (de Via Belgica) is in Vroenhoven nog niet opgegraven.
De naam Vroenhoven is afgeleid van het graafschap van de Vroenhof, waarover vrij weinig bekend is. Een deel van het graafschap bevond zich binnen de stadsmuren van Maastricht en strekte zich daarvandaan uit naar het westen (Wolder, Montenaken, Heukelom). Het graafschap van de Vroenhof werd in 1204, samen met het tweeherige deel van Maastricht, in leen gegeven aan de hertog van Brabant. Na het Beleg van Maastricht (1632) viel het graafschap onder het bestuur van de Staten-Generaal van de Republiek der Nederlanden.
Het bestuurscentrum van de Vroenhof bevond zich in de Hof van Lenculen aan de Tongersestraat (waar thans het gebouw van de economische faculteit van de Universiteit Maastricht staat), voor het eerst genoemd in 1131, maar wellicht teruggaand op een merovingische koningshof of laathof. Verschillende hoeven (Apostelhoeve, Nekum, Hazendans, Panhuis, Heukelom en Montenaken) waren aan de Hof van Lenculen cijnsplichtig. De uitgaven van het graafschap over het jaar 1628-29 bedroegen 5870 Brabantse gulden, terwijl de inkomsten slechts 4772 gulden waren. Eind 18e eeuw bedroegen de belastinginkomsten nog maar ca. 4300 gulden.
De status van het graafschap binnen de republiek (wel of niet generaliteitsland) is onderwerp van discussie. Het Verdrag van Fontainebleau (1785) bevestigde de aanspraak, die de Republiek in 1648 op het graafschap Vroenhof maakte. Bij de komst van de Fransen in 1794 werd het graafschap echter opgeheven en werd het gebied onderdeel van de Franse republiek. In 1814 werd Vroenhoven een zelfstandige gemeente binnen het Verenigd Koninkrijk der Nederlanden. 
Bij de splitsing van België en Nederland in 1839 werd ook gemeente Vroenhoven gesplitst. In Nederlands Limburg ontstond zo de gemeente Oud-Vroenhoven, bestaande uit Nekum, Wolder en Caberg. Oud-Vroenhoven werd in 1920 bij de gemeente Maastricht gevoegd. 
De naam van het Belgische deel bleef gemeente Vroenhoven, met als belangrijkste kernen de dorpen Montenaken en Heukelom. De dorpsnaam Montenaken verdween stilaan tot er enkel nog de gemeentenaam Vroenhoven voor werd gebruikt.
In Vroenhoven stond vanouds de Sint-Pieterskapel, welke behoorde tot de parochie van Wilre.
In 1921 werd de Fanfare Kunst Veredelt gesticht en is sedert nog altijd een van de belangrijkste verenigingen in Vroenhoven.
De recente geschiedenis van het dorp wordt gedomineerd door de strijd om de brug bij Vroenhoven over het Albertkanaal tijdens de Tweede Wereldoorlog. Deze brug werd in ongeschonden staat veroverd door de Duitse troepen bij hun inval op 10 mei 1940. Ook het vlakbijgelegen fort Eben-Emael in de Waalse gemeente Bitsingen (Frans: Bassenge) werd die dag aangevallen en een dag later veroverd. Pogingen om de brug bij Vroenhoven op te blazen mislukten. In de bunker bij de brug sneuvelden een tiental Belgische soldaten. Een dag later kwamen zeven Belgische vliegeniers bij hun aanvallen op de bruggen van Vroenhoven en Veldwezelt om het leven, neergehaald door Duits afweergeschut. Nadien slaagden ook Franse en Engelse piloten er niet in de brug te vernietigen door middel van bombardementen.
Van 1908 tot zijn dood in 1958 was Hubert Marres burgemeester van Vroenhoven, met 50 jaar destijds de langstzittende burgemeester van België en opgevolgd door Albert Schepers, eerste schepen. In 1977 werd de gemeente Vroenhoven opgeheven en ontstond de fusiegemeente Riemst.

## Beschrijving
Vroenhoven bestaat uit twee delen. Aan de westzijde van het Albertkanaal ligt de dorpskern. Hier bevindt zich de Sint-Petrus en Pauluskerk. Vroenhoven (kerk) ligt op een hoogte van 90 meter boven zeeniveau.
Aan de oostzijde van het kanaal, op een traject van ongeveer 500 meter lengte tussen het kanaal en de Belgisch-Nederlandse grens, ligt een stuk typisch Belgische lintbebouwing langs de Wolderweg. Dit deel van het dorp was tot aan het eind van de jaren 1980 een drukbezocht uitgaanscentrum, vooral door het feit dat hier geen horeca-sluitingstijden golden, terwijl dat in het aangrenzende Nederland wel het geval was. Tegenwoordig is het uitgaansleven in Vroenhoven zeer bescheiden (enkele eetgelegenheden). Wel is Vroenhoven geliefd als woonplaats van studenten van de Universiteit Maastricht en Hogeschool Zuyd. Er zijn dan ook meerdere studentenhuizen.
In 2007 startte de bouw van de nieuwe brug bij Vroenhoven, vlak naast de toen nog bestaande oude brug. De voornaamste reden voor de nieuwbouw was het wegwerken van de flessenhals in het Albertkanaal, waarvoor het kanaal verbreed en alle bruggen vervangen moesten worden. Op 16 januari 2009 om 22u38 werd de oude brug met dynamiet opgeblazen. De nieuwe brug is in juni 2010 in gebruik genomen. Bij de bouw van de nieuwe brug is er ook ruimte voorzien voor een museum, een openluchttheater, een klimmuur en een café-restaurant.
Op 29 april 2012 werd naast de brug van Vroenhoven de Wereldvredesvlam ingehuldigd. Het is een 2,5m hoog monument met een eeuwig brandende vlam voor de vrede. Het maakt deel uit van het wereldwijd project 'World Peace Flame'. Er zijn op alle continenten nog 9 andere locaties waar deze Wereldvredesvlam brandt.

## Demografische ontwikkeling
- Bronnen:NIS, Opm:1831 tot en met 1970=volkstellingen; 1976 = inwoneraantal op 31 december
- 1846*: Splitsing van Vroenhoeven in 1839 in Belgisch en Nederlands deel

## Bezienswaardigheden
- De Sint-Petrus en Pauluskerk, een neoromaans bouwwerk uit 1937.
- Een aantal oude boerderijen en woonhuizen, uit de 17e tot 19e eeuw.
- Het Geologisch talud langs het Albertkanaal, met de brug bij Vroenhoven.
- Het museum Brug van Vroenhoven

## Natuur en landschap
Vroenhoven is gelegen in Droog-Haspengouw, en de hoogte varieert van 78 - 110 meter. Het golvende landschap bestaat vooral uit landbouwgebied. Waterlopen van enige betekenis vindt men hier niet, maar zeer indrukwekkend is het Albertkanaal, dat hier diep in het landschap is ingesneden.

## Afbeeldingen

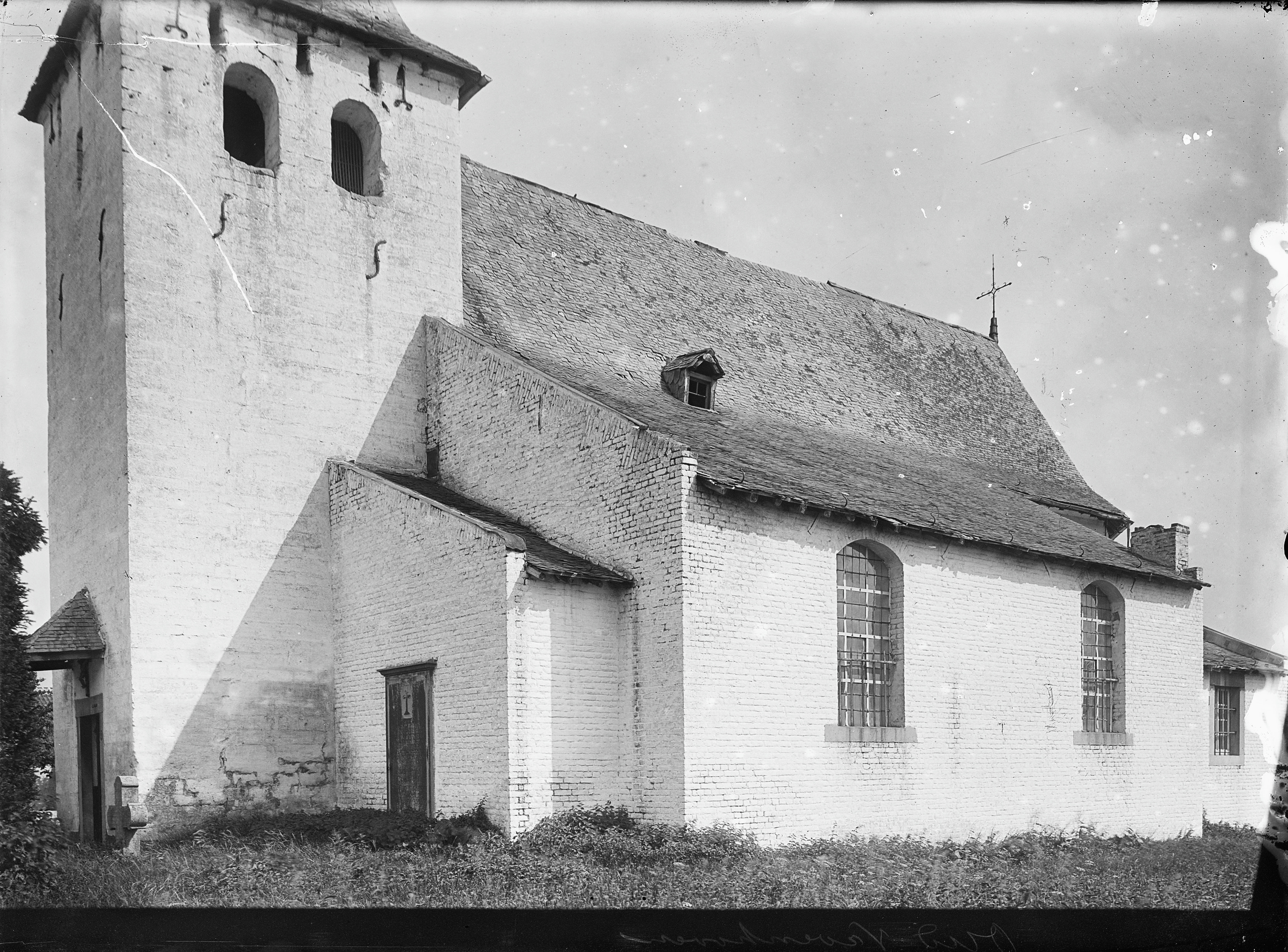
Oude kerk Wolder (afgebroken)
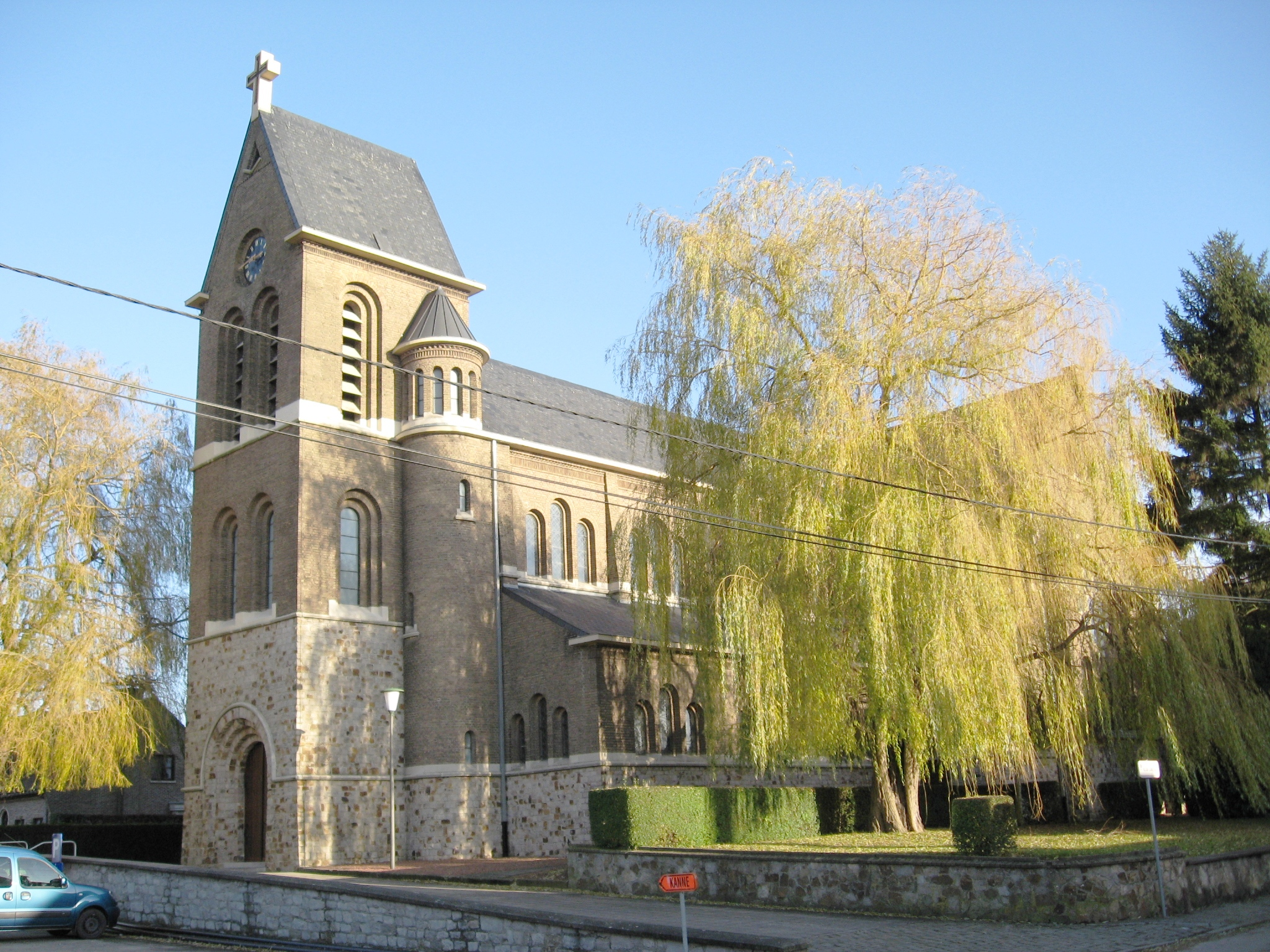
Sint-Petrus en Pauluskerk
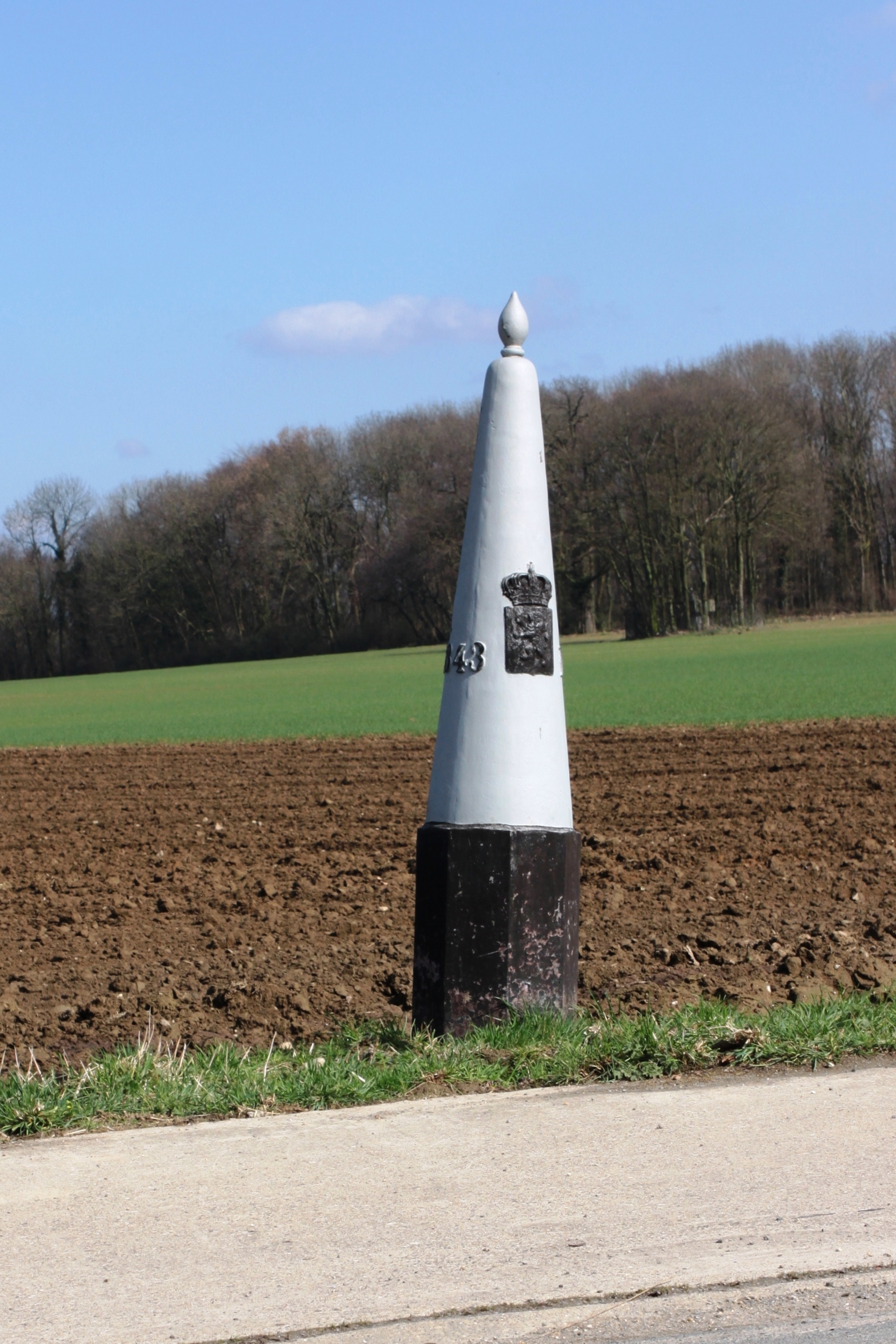
Grenspaal
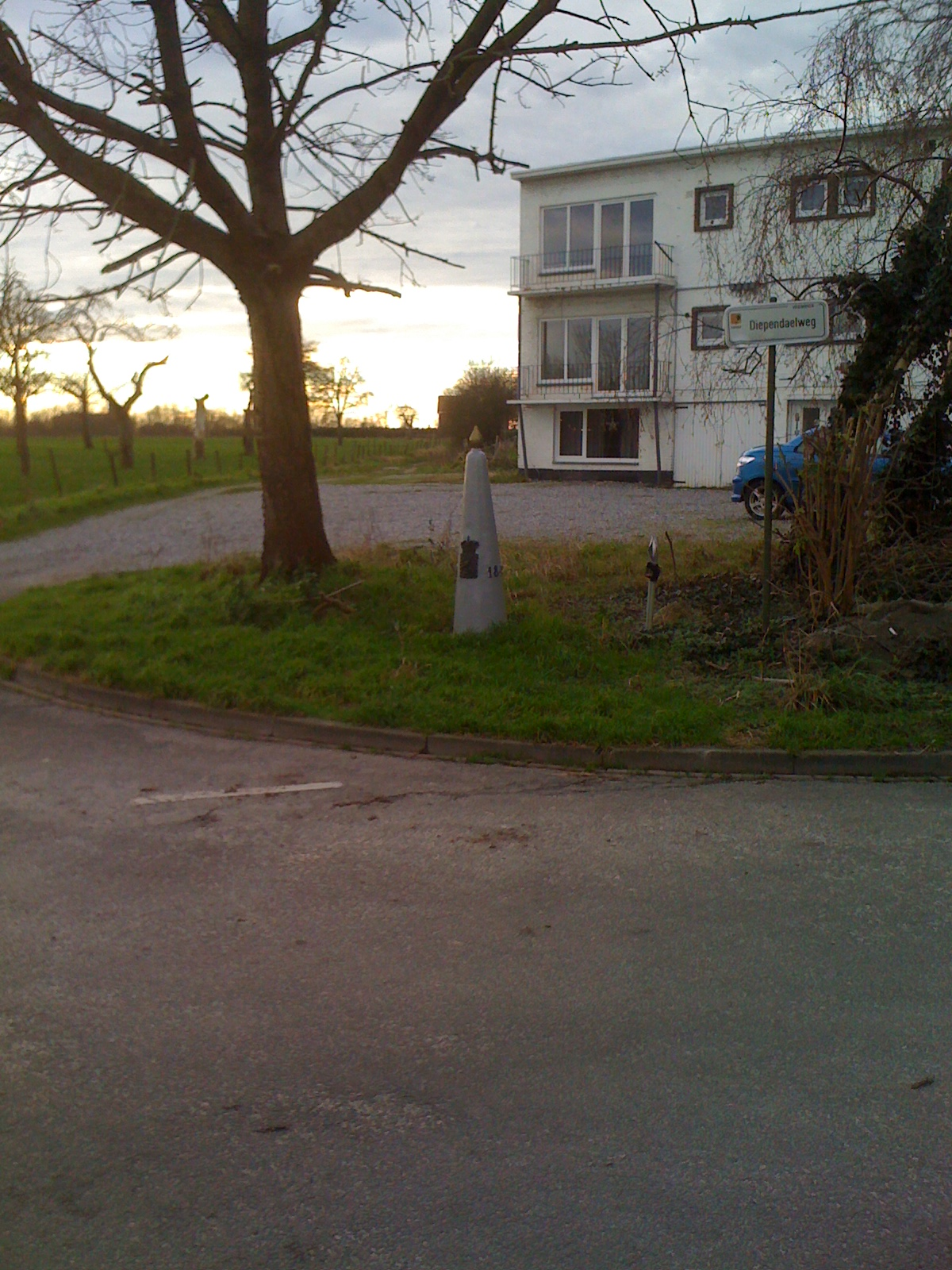
Diependaalweg
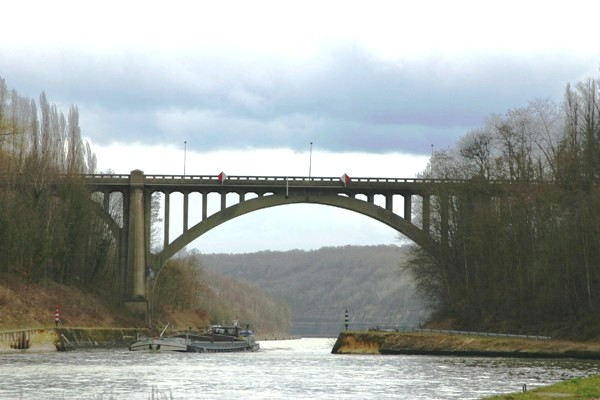
Oude brug (afgebroken in 2009)
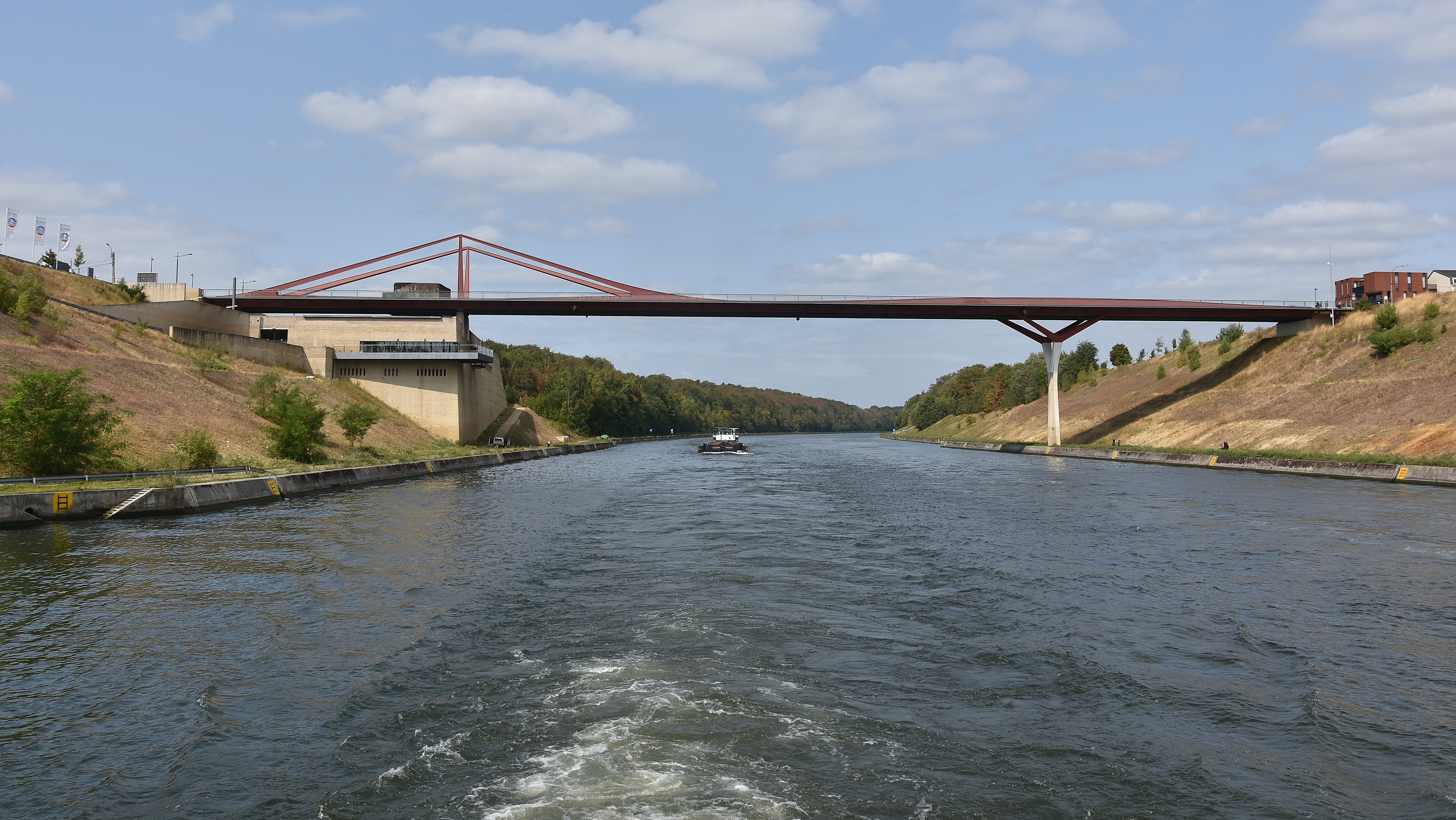
Nieuwe brug
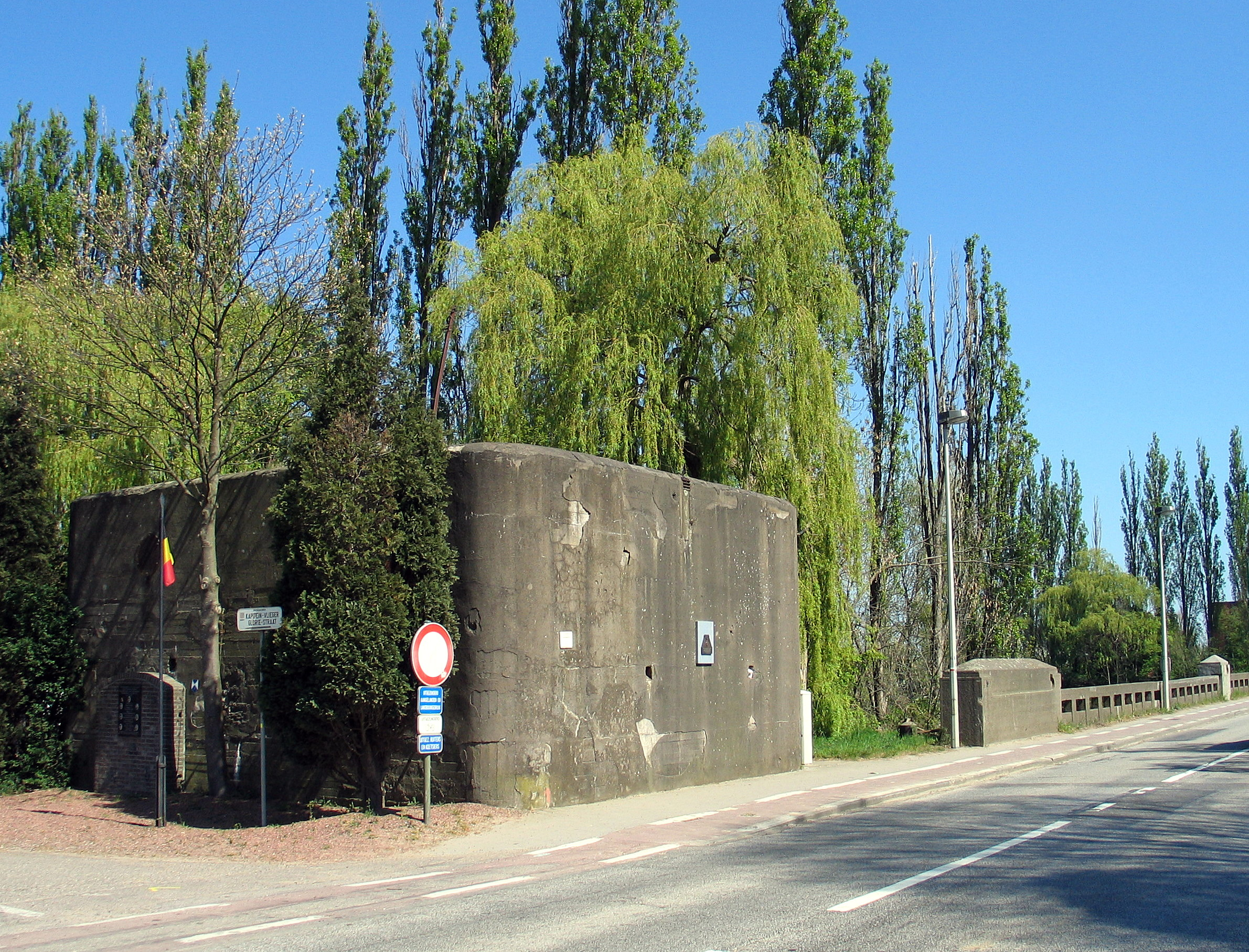
Bunker bij de brug in 2007
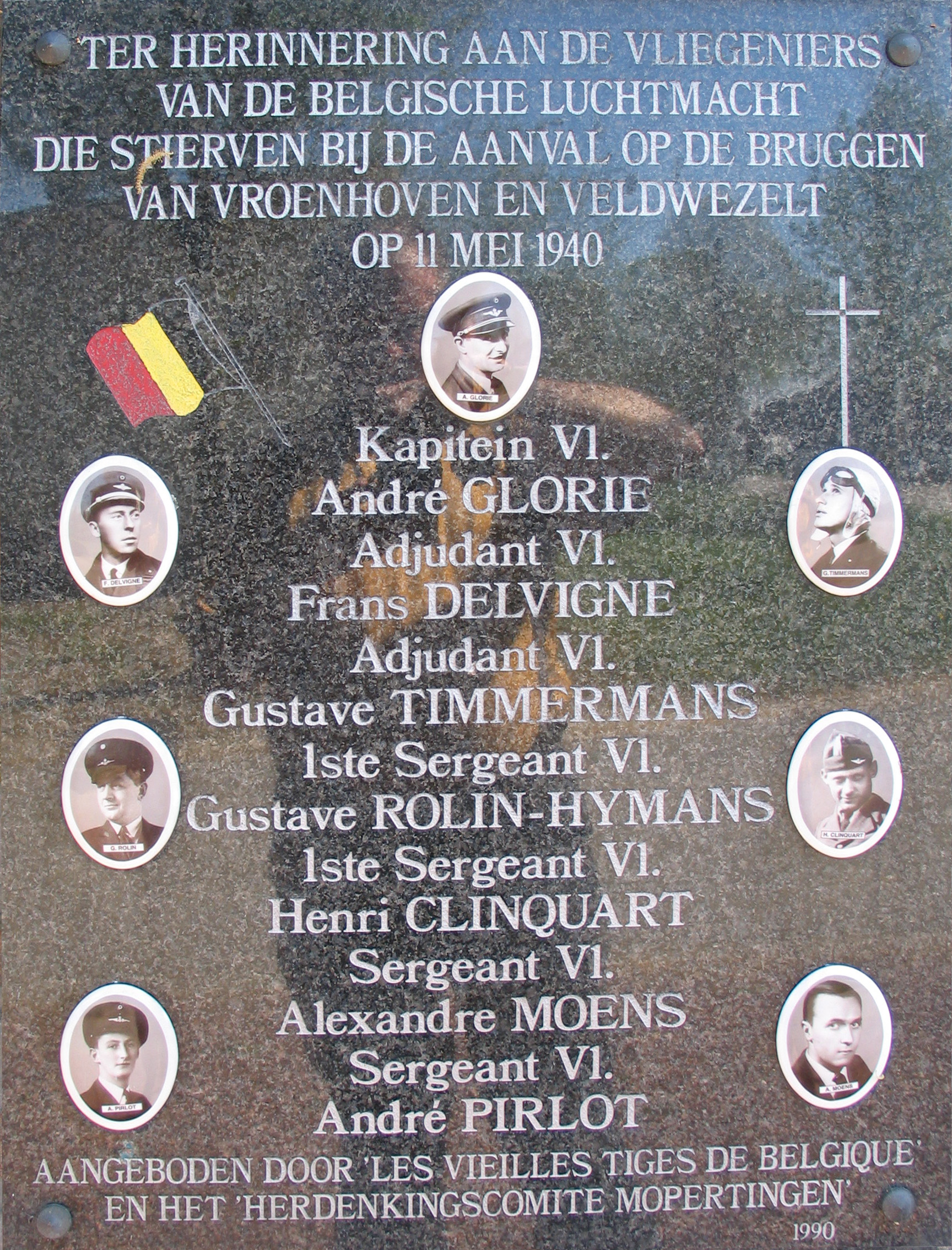
Gedenkplaat omgekomen Belgische piloten

## Nabijgelegen kernen
Wolder, Kesselt, Lafelt, Heukelom, Zichen-Zussen-Bolder, Kanne, Eben-Emael
Deelgemeenten: Genoelselderen · Herderen · Kanne · Membruggen · Millen · Riemst · Val-Meer · Vlijtingen · Vroenhoven · Zichen-Zussen-Bolder

Overige kernen: Bolder · Dries · Elst · Heukelom · Klein-Membruggen · Lafelt · Meer · Val · Zichen · Zussen

Belgische gemeenten · Arrondissement Tongeren · Limburg · Vlaanderen